# Alföldi Andrea (történész)
Alföldi Andrea (Szerencs, 1971. június 11. –) facilitátor, nőtörténész, a feminista és a rendszerkritikai baloldal új nemzedéki tagja. Jelenleg a Magyar Nők Szövetségének az elnöke.

## Pályafutás
1996-ban végzett az Eötvös Loránd Tudományegyetem Bölcsészettudományi karán történészként. 1996-1998 között a Belügyminisztériumban dolgozott sajtóreferensként. 1998-2001 között a Miniszterelnöki Hivatalban a sajtó és kommunikációs részlegen osztályvezető volt. 2002-2003-ban az Igazságügyi Minisztériumban kommunikációs tanácsadóként tevékenykedett. 2004-2006 között az Esélyegyenlőségi Minisztériumban civil megbízott volt. 2006-tól szellemi szabadfoglalkozású. Kutatási területe közé tartozik a magyar és kelet-európai szociáldemokrata nőmozgalmak története, a nők és férfiak társadalmi egyenlőségének története, nők és holokauszt Magyarországon, illetve a magyar feminista mozgalom története. A Baloldali Feminista Hálózat alapítója. 2011-től a Magyar Nők Szövetségének elnöke.

## Tagság
- 2006-2011 között az MSZP tagja.
- az ATTAC tagja.

## Antifasiszta mozgalom
A magyar antifasiszta mozgalom kiemelkedő tagja, nevéhez fűződik számos nagy antifasiszta rendezvény szervezése és alapítása. Többek között szervezője a 2008. október 4-i Tarka Magyar! összefogásnak az erőszak ellen, főszervezője a 2009 júliusában a budapesti Deák téren rendezett Jobbik - Magyar Gárda elleni megmozdulásnak, majd a 2009. augusztus 15-i No Pasaran! Deák téri mozgalomnak. Továbbá alapítója a 2009-es Civilek a szélsőjobb ellen mozgalomnak. Hozzá fűződik még számos antifasiszta rendezvény, mint a Károlyi szobornál lévő 2010-2012 közötti köztársaságért való tiltakozás, vagy a 2011-2012-es Cipők a Dunánál a nyilas terror áldozataira való megemlékezés.